# علوم غریبه اسلامی
علوم غریبه را مجموعه مهارت‌هایی می‌دانند که انسان را به اثرگذاری بر عناصر توانا می‌سازد. علوم غَریبه دانش‌های سری، شگفت‌انگیز و دور از دسترس عموم است که در مقابل علوم متعارف قرار دارد. موضوع این علوم نیروهای غیرعادی و اسرارآمیز است که تصور می‌شود آگاهی و کنترل آن، به انسان توانایی کارهای فوق عادت را می‌دهد.علوم غریبه عبارت است از دانشهای سری و پنهان که به وسیله آن از اسرار و امور پنهان آگاهی حاصل یا تصرفات غیرعادی و شگفت انجام می‌شود. علم کیمیا، جفر، رمل، اوفاق، طلسمات، سیمیا، ریمیا، هیمیا و لیمیا از جمله علوم غریبه است.

### رواج در دوره قاجار
گرایش به علوم غریبه در زمان قاجار خیلی گسترش پیدا کرد و از علوم غریبه شیطانی و جادو استفاده می‌کردند. دعانویس‌ها نه تنها به امور ماورایی می‌پرداختند بلکه در بحث درمان نیز ید طولایی داشتند. هزار خرافه در ایران شکل گرفته که بخاطر جهل مردم است و فرهنگ و تمدن ایرانی را وارد مسیر جدیدی کرده است

### نظر فقهای شیعه
یادگیری علوم غریبه بدون استفاده از آن در چارچوب فقهی و با رعایت احتیاطات شرعی اشکالی ندارد.